# Marcelo Raúl Martorell

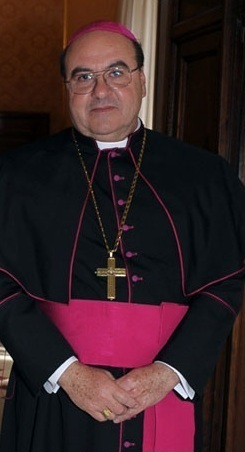
Bischof Marcelo Raúl Martorell (2009)

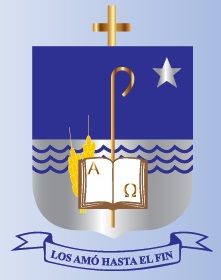
Bischofswappen von Marcelo Raúl Martorell

Marcelo Raúl Martorell (* 1. März 1945 in Salta; † 16. Juni 2024 ebenda) war ein argentinischer Geistlicher und römisch-katholischer Bischof von Puerto Iguazú.

## Leben
Marcelo Raúl Martorell studierte Philosophie am Priesterseminar in Córdoba und Katholische Theologie an der Päpstlichen Universität Gregoriana in Rom. Am 29. Juni 1970 empfing er auf dem Petersplatz durch Papst Paul VI. das Sakrament der Priesterweihe für das Erzbistum Córdoba.
Nach der Priesterweihe war Martorell zunächst von 1970 bis 1974 als Pfarrvikar tätig. Daneben erwarb er nach weiterführenden Studien an der Päpstlichen Katholischen Universität von Argentinien in Buenos Aires ein Lizenziat im Fach Fundamentaltheologie. Anschließend lehrte er Fundamentaltheologie am Priesterseminar in Córdoba (1975–1986) und fungierte als Generalökonom des Erzbistums Córdoba (1980–1987). Von 1986 bis 1992 war Martorell Pfarrer der Pfarrei Santo Cristo in Córdoba, bevor er Pfarrer der Pfarrei Sagrado Corazón Eucarístico de Jesús in Córdoba wurde. Zudem war er von 1987 bis 1998 Generalvikar des Erzbistums Córdoba. Darüber hinaus wirkte er als Moderator der Kurie und als Richter am diözesanen Kirchengericht.
Papst Benedikt XVI. ernannte ihn am 3. Oktober 2006 zum Bischof von Puerto Iguazú. Die Bischofsweihe spendete ihm der Apostolische Nuntius in Argentinien, Erzbischof Adriano Bernardini, am 8. Dezember desselben Jahres im Stadion der Liga Regional de Fútbol in Puerto Iguazú; Mitkonsekratoren waren Domingo Salvador Castagna, Erzbischof von Corrientes, Emilio Ogñénovich, emeritierter Erzbischof von Mercedes-Luján, Roberto Rodríguez, Bischof von La Rioja, und Fabriciano Sigampa, Erzbischof von Resistencia. Sein Wahlspruch Los amó hasta el fin („Ich liebte sie bis zum Ende“) stammt aus Joh 13,1 .
Als Bischof widmete sich Martorell besonders dem Ausbau des katholischen Bildungswesens. So wurde auf seine Initiative hin in Puerto Iguazú eine Niederlassung der Katholischen Universität von Salta und das Instituto Terciario Sagrada Familia gegründet.
Am 8. Mai 2020 nahm Papst Franziskus das von Marcelo Raúl Martorell aus Altersgründen vorgebrachte Rücktrittsgesuch an. Martorell starb im Juni 2024 im Alter von 79 Jahren in Salta.